# Festival international du film fantastique de Neuchâtel 2017
 (août 2023).
Si vous disposez d'ouvrages ou d'articles de référence ou si vous connaissez des sites web de qualité traitant du thème abordé ici, merci de compléter l'article en donnant les références utiles à sa vérifiabilité et en les liant à la section « Notes et références ».
Le Festival international du film fantastique de Neuchâtel 2017 s'est déroulé du 30 juin au 8 juillet. L'invité d'honneur de cette édition était le réalisateur japonais Takashi Miike qui est venu présenter ses 3 derniers films dans les différentes sections, dont la première mondiale de Jojo Bizarre Adventure Diamond Is Unbreakable Chapitre 1.
Cette année, le festival a réalisé 154 projections, pour des films et courts-métrages provenant de 43 pays de productions différents. La fréquentation était en hausse avec 37 000 entrées en salle. L'Open Air a de nouveau été organisé au Quai Osterwald, où, afin de diminuer les nuisances pour les voisins lors des projections après minuit, les spectateurs sont munis de casques audio sans fil.
La Fondation pour la Promotion du Goût ayant élu Neuchâtel pour la semaine du goût 2017, le festival a créé une section, Ville du goût, qui se veut in clin d'œil à cette nomination, sélectionnant cinq films qui mettent en scène l’art culinaire dans tous ses états. La section Blood Window est une extension de la section El Dorado de l'édition précédente dont le but est de projeter des exemples de ce qui se fait dans le cinéma de genre d'Amérique latine. Le festival a également tenu à rendre hommage au réalisateur japonais décédé cette année, Suzuki Seijun avec une section qui lui est dédiée.
Lieux: Théâtre du Passage 1, Théâtre du Passage 2, Temple du bas, Studio, Open Air Quai Ostervald

## Jurys et invités

### Le jury international
- Éric Valette réalisateur ( France)
- Myriam Sassine productrice ( Liban)
- Jessica Hausner réalisatrice ( Autriche)
- Jehanne Rousseau CEO Spiders ( France)
- Domenico La Porta Chief Editor Cineuropa ( Belgique)

### Le jury Méliès
- Julien Sévéon critique, auteur ( France)
- Markus Keuschnigg directeur de festival ( Autriche)
- Peter Ricq réalisateur ( Canada)

### Jury SSA/Suisseimage
- Eva Vitija SSA/SUISSIMAGE delegate ( Suisse)
- Francesca Reverdito Réalisateur ( Suisse)
- Raphaël Chevalley Journaliste ( Suisse)

### Jury Taurus Studio
- Claude Lander Fondateur du studio ( Suisse)
- Nicolas Burlet Priducteur  Suisse)
- Nicolas Feuz écrivain ( Suisse)

### Invités d'honneur
- Takashi Miike réalisateur ( Japon)

## Sélection

### Longs métrages

#### International competition
- Super Dark Times (2017) de Kevin Phillips ( États-Unis)
- Bitch (2017) de Marianna Palka ( États-Unis)
- Mon Mon Mon Monsters (2017) de Giddens Ko ( Taïwan)
- Pris au piège (El bar, 2017) de Álex de la Iglesia ( Espagne)
- Bushwick (2017) de Cary Murnion, Jonathan Milott ( États-Unis)
- Jojo Bizarre Adventure Diamond Is Unbreakable Chapitre 1 (2017) de Takashi Miike ( Japon) (Première mondiale)
- The Endless (2017) de Justin Benson, Aaron Moorhead ( États-Unis) (Première internationale)
- Dave Made A Maze (2017) de Bill Watterson ( États-Unis)
- The Little Hours (2017) de Jeff Baena ( Canada)
- A Dark Song (2017) de Liam Gavin ( Irlande)
- Avant que nous disparaissions (Sanpo suru shinryakusha/Before we Vanish,2017) de Kiyoshi Kurosawa ( Japon)
- Hostile (2017) de Mathieu Turi ( France) (Première mondiale)
- Le Manoir (2017) de Tony T. Datis ( France) (Première internationale)
- Mon ange (2017) de Harry Cleven ( Belgique)
- Reset (2017) de Chang ( Chine) (Première européenne)
- Tragedy Girls (2017) de Tyler MacIntyre ( États-Unis) (Première européenne)

##### Invités International competition
- Aaron Moorhead, réalisateur The Endless ( États-Unis)
- Justin Benson, réalisateur The Endless ( États-Unis)
- Harry Cleven, réalisateur Mon ange ( Belgique)
- Mathieu Turi, réalisateur Hostile ( France)
- Miike Takashi, réalisateur Jojo Bizarre Adventure Diamond Is Unbreakable Chapitre 1 ( Japon)
- Yamazaki Kento, acteur Jojo Bizarre Adventure Diamond Is Unbreakable Chapitre 1 ( Japon)

#### New cinema from Asia
- Marlina, la tueuse en quatre actes (2017) de Mouly Surya ( Indonésie)
- Have a Nice Day (Hao ji le, 2017) de Liu Jian ( Chine)
- Zombiology: Enjoy Yourself Tonight (Gam man da song si, 2017) de Alan Lo ( Hong Kong) (Première internationale)
- Jailbreak (2017) de Jimmy Henderson ( Cambodge)
- Pwera Usog (2017) de Jason Paul Laxamana ( Philippines) (Première internationale)
- Blade of the Immortal (Mugen no jûnin, 2017) de Takashi Miike ( Japon)
- Trapped (2017) de Vikramaditya Motwane ( Inde) (Première européenne)
- Kung Fu Yoga (Gong fu yu jia, 2017) de Stanley Tong ( Chine)

##### Invité New cinema from Asia
- Miike Takashi, réalisateur Blade of The Immortal ( Japon)

#### Cérémonies
- Interstellar Riot (2017) de Robert Sandoz ( Suisse)
- Baby Driver (2017) de Edgar Wright ( États-Unis)

#### Films of the third kind
- Sans pitié (Bulhandang/The Merciless, 2017) de Byun Sung-hyun ( Corée du Sud)
- I Am Not a Witch (2017) de Rungano Nyoni ( Royaume-Uni)
- Small Town Killers (Dræberne fra Nibe, 2017) de Ole Bornedal ( Danemark)
- Golem, le tueur de Londres (Londres The Limehouse Golem, 2016) de Juan Carlos Medina ( Royaume-Uni)
- Colossal (2016) de Nacho Vigalondo ( Canada)
- Ron Goossens: Low-budget Stuntman (2017) de Steffen Haars, Flip van der Kuil ( Pays-Bas)
- La Légende de Baahubali - 2e partie (2017) de S. S. Rajamouli ( Inde)
- Spoor (Pokot, 2017) de Agnieszka Holland ( Pologne)
- Berlin Syndrome (2017) de Cate Shortland ( Australie)
- Le Serpent aux mille coupures (2017) de Eric Valette ( France)
- Ava (2017) de Léa Mysius ( France)
- Goran (2016) de Nevio Marasović ( Croatie)

##### Invités Films of the third kind
- Eric Valette, réalisateur Le Serpent aux mille coupures ( France)
- Juan Carlos Medina, réalisateur The Limehouse Golem ( Espagne)
- Léa Mysius, réalisatrice Ava ( France)
- Nacho Vigalondo, réalisateurColossal ( Espagne)
- Steffen Haars, réalisateur Ron Goossens: Low-budget Stuntman ( Pays-Bas)
- Tim Haars, acteur Ron Goossens: Low-budget Stuntman ( Pays-Bas)

#### Ultra movies
- Grave (2016) de Julia Ducournau ( France)
- Prevenge (2016) de Alice Lowe ( Royaume-Uni)
- Dead Shack (2017) de Peter Ricq ( Canada) (Première mondiale)
- The Mole Song: Hong Kong Capriccio (Mogura no uta: Hong Kong kyôsô-kyoku, 2016) de Takashi Miike ( Japon)
- Watch Out (Better Watch Out, 2016) de Chris Peckover ( Australie)
- Meatball Machine Kodoku (Kodoku: Mîtobôru mashin, 2017) de Nishimura Yoshihiro ( Japon)
- Lake Bodom (Bodom, 2016) de Taneli Mustonen ( Finlande)
- The Autopsy of Jane Doe (The Autopsy of Jane Doe, 2016) de André Øvredal ( Royaume-Uni)
- Black Hollow Cage (2017) de Sadrac González-Perellón ( Espagne) (Première mondiale)
- It Stains the Sands Red (2016) de Colin Minihan ( États-Unis)

##### Invités Ultra movies
- Helena Altabás, producteur Black Hollow Cage ( Espagne)
- Javier Aguayo, producteur Black Hollow Cage ( Espagne)
- Sadrac González-Perellón, réalisateur Black Hollow Cage ( Espagne)
- Miike Takashi, réalisateur The Mole Song: Hong Kong Capriccio ( Japon)
- Peter Ricq, réalisateur Dead Shack ( Canada)

#### Amazing Switzerland
- Rewind de Pedro Joaquim ( Suisse)
- The Real Thing de Filmkids ( Suisse) (Première mondiale)
- Stille Reserven de Valentin Hitz ( Suisse)
- La stirpe di Orazio de Riccardo Bernasconi,  Francesca Reverdito ( Suisse)
- Supermotor de André Kuenzy ( Suisse) (Première mondiale)

##### Invités Ultra movies
- André Kuenzy, réalisateur Supermotor ( Suisse)
- Francesca Reverdito, réalisatrice La stirpe di Orazio ( Suisse)
- Riccardo Bernasconi, réalisateur La stirpe di Orazio ( Suisse)
- Pedro Joaquim, réalisateur Rewind ( Suisse)
- Simone Häberling,, productrice The Real Thing ( Suisse)
- This Lüsher, producteur The Real Thing ( Suisse)
- Valentin Hitz,, réalisateur Stille Reserven ( Autriche)

#### Russia Extravaganza
- Guardians de Sarik Andreassian,  Alina Lanina ( Russie)
- Viking de Andrey Kravchuk ( Russie)
- Attraction de Fiodor Bondartchouk ( Russie)

#### Blood window
- Las Tinieblas de Daniel Castro Zimbrón ( Mexique)
- Terror 5 de Sebastian Rotstein,  Federico Rotstein ( Argentine)
- Era el Cielo de Marco Dutra ( Brésil)

#### Carte blanche à une personnalité suisse
Sélection de films qui ont marqué l'expérience cinématographique de Reverend Beat-Man, DJ et musicien suisse.
- Le Cabinet du docteur Caligari (Das Cabinet des Dr. Caligari, 1920) de Robert Wiene ( Allemagne)
- Angel Heart (1987) d'Alan Parker ( États-Unis)
- La Nuit du chasseur (The Night of the Hunter, 1955) de Charles Laughton ( États-Unis)

#### NIFFF Invasion (films)
- Donnie Darko de Richard Kelly ( États-Unis)
- Memories of Murder de Bong Joon-ho ( Corée du Sud)
- RoboCop de Paul Verhoeven ( États-Unis)
- La planète des vampires (Terrore nello spazio, 1965) de Mario Bava ( Italie)
- Twin Peaks: Fire Walk With Me de David Lynch ( États-Unis)

#### Rions dans l'espace
- Galaxy Quest (1997) de Dean Parisot ( États-Unis)
- La Folle Histoire de l'espace (Spaceballs, 1987) de Mel Brooks ( États-Unis)
- Yatterman (Yattâman, 2009) de Miike Takashi ( Japon)
- Le Dernier Pub avant la fin du monde (The World's End, 2013) de Edgar Wright ( Royaume-Uni)
- Dans une galaxie près de chez vous (2004) de Claude Desrosiers ( Canada)
- Howard... une nouvelle race de héro (Howard the Duck, 1986) de Willard Huyck ( États-Unis)
- Hearty Greetings from the Globe (Srdecný pozdrav ze zemekoule, 1983) de Oldrich Lipský ( République tchèque)
- G.O.R.A. de Ömer Faruk Sorak ( Turquie)
- Twinkle Twinkle Little Star (Xing ji dun tai, 1983) de Alex Cheung ( Hong Kong)
- Les Guerriers des étoiles (The Ice Pirates, 1984) de Stewart Raffill ( États-Unis)
- Kin-dza-dza! (1986) de Georgiy Daneliya ( Russie)
- Attack the Block de Joe Cornish ( Royaume-Uni)
- Les Muppets dans l'espace (Muppets From Space, 1999) de Tim Hill ( États-Unis)
- Sexmission (Seksmisja, 1984) de Juliusz Machulski ( Pologne)

#### Ville du goût
- Vorace de Antonia Bird ( Royaume-Uni)
- Charlie et la Chocolaterie de Mel Stuart ( États-Unis)
- Les Épices de la passion de Alfonso Arau ( Mexique)
- Delicatessen de Marc Caro,  Jean-Pierre Jeunet ( France)
- Le Festin chinois de Tsui Hark ( Hong Kong)

#### Tribute to Suzuki Seijun
- Detective Bureau 2-3: Go To Hell Bastards!'' (Kutabare akutô-domo - Tantei jimusho 23, 1963) de Suzuki Seijun ( Japon)
- La Jeunesse de la bête (Yajû no seishun, 1963) de Suzuki Seijun ( Japon)
- Le Vagabond de Tokyo (Tôkyô nagaremono, 1966) de Suzuki Seijun ( Japon)
- La Barrière de chair (Nikutai no mon, 1964) de Suzuki Seijun ( Japon)
- La Marque du tueur (Koroshi no rakuin, 1967) de Suzuki Seijun ( Japon)
- Zigeunerweisen (1980) de Suzuki Seijun ( Japon)
- Kagerô-za (1981) de Suzuki Seijun ( Japon)
- Élégie de la bagarre (Kenka erejî, 1966) de Suzuki Seijun ( Japon)
- Pistol Opera (Pisutoru opera, 2001) de Suzuki Seijun ( Japon)
- Princess Raccoon (2005) de Suzuki Seijun ( Japon)

### Courts-métrages

#### Swiss Shorts
- One of Them de Luc Walpoth ( Suisse)
- Fierce de Izù Troin ( Suisse)
- Sons Of Bitches de Arnaud Baur ( Suisse)
- Swiss Made de Sophie Wietlisbach ( Suisse)
- Schutzplan Vollmond de Elias Jutzet ( Suisse)
- Die Brücke über den Fluss de Jadwiga Kowalska ( Suisse)
- Sott’Acqua de Audrey Bersier ( Suisse)
- Zarr-dos de Bart Wasem ( Suisse)

#### International Shorts
- Wandering Soul de Josh Tanner ( Australie)
- The Absence of Eddy Table de Rune Spaans ( Norvège)
- Les Îles de Yann Gonzalez ( France)
- Rétrosexe de Jean-Baptiste Saurel ( France)
- Don’t Open Your Eyes de Adrián García Bogliano,  Andrea Quiroz ( Suède)
- My Burden de Niki Lindroth von Bahr ( Suède)

#### New Shorts From Asia
- Special Agent de Kim Geon ( Corée du Sud)
- Even Ants Strive For Survival de Ren Xia ( Hong Kong)
- Love After Time de Tsai Tsung-han ( Taïwan)
- Luntiang Paraiso de Ogie Tiglao ( Philippines)
- Breaker de Philippe McKie ( Japon)

## NIFFF Invasion

### Open Air
Sélection de films

### Ghost House VR
(En collaboration avec le Festival Tous Écrans)
Présentation de 4 œuvres en réalité virtuelle.

### Fanstastic Quizz
(En collaboration avec Couleur 3)
Quizz dont le thème est le cinéma de genre.

### KID-O-NIFFF
Une vingtaine de courts-métrages d'animation réalisés par des élèves neuchâtelois.

### L'école très animée de Zagreb
(En collaboration avec La lanterne Magique)
Présentation de courts-métrages d'animations.

### Zombie Invasion: The Mansion
(En collaboration avec Gus&Co)
Un Escape Game Zombie.

### Music@NIFFF
DJ au Jardin anglais et à l'esplanade Osterwald. After au Temple du Bas

## NIFFF Extended

### Gamification & Serious Games
Symposium

### Epic Game Jam
4ème édition. Deux équipes, les bleus et le jaunes, s'affrontent pour la création d'un jeu vidéo en 45 heures.

### Imaging The Future

#### Futures Interfaces
Intervention dans le domaine des Interfaces Homme-Machine, reconnaissance faciale, interfaces sensitives.

#### Indies Studios Grow Big Games
Des Jeux à succès développés par de petit studios.

#### Tools Unlimited
Effets spéciaux

#### Focus on Guardians of the Galaxy 2
Les effets spéciaux du blockbuster de James Gunn

#### Russian VFX
Savoir faire en effets spéciaux dans le cinéma Russe
- Arman Yahin, SFX, Attraction ( Russie)
- Viktor Lakisov, SFX, Vikings ( Russie)

#### The Ladies' Touch
Table ronde avec des expertes en effets spéciaux et jeux vidéo.
- Jehanne Rousseau CEO Spider Games ( France)
- Sophie-Anne Bled Gloomywood ( France)
- Sasha Schriber Principal Digital Artis Disney ( Canada, Suisse, Russie)
- Ursula Ulmi Arx Anima( Suisse)
- Scilla Valsangiacomo Digital Artist RTS( Suisse)
- Justine Violante Project Manager Disney (Modèle:AU,  Italie)

### Storyworlds

#### Quand la réalité dépasse la fiction
La dystopie, une expérience du réel aux limites du réel.
- Dr. Bob Bishop President et fondateur International Center for Earth Simulation ( Suisse)
- Dr. Jean-Marc Rickli Responsable du ICES ( Suisse)
- Pascal Conicella Fondateur de Kenzan Studio ( Suisse)
- David Bered Digital Content Manager ( Suisse)

#### De l'incidence des médias immesifs sur la narration
Conférence
- Ted Schilowitz Futuristis 20th Century Fox ( États-Unis)
- Paolo Gazzani Marinelli Festival Tous Ecrans ( Suisse)
- Domenico La Porta Wallimage ( Belgique)
- Fabienne Tsai Ecole nationale Supérieure des Arts Décoratifs ( France)

#### Fantastic Web Contest
Seconde édition du concours lancé en 2015 par la RTS et le NIFFF

### New World of Fantasy

#### De métal hurlant au post-humain
- Bed-Deum

#### Désincarner le futur
- Alain Damasio écrivain ( France)
- Catherine Dufour écrivain ( France)
- Norbert Merjagnan écrivain ( France)

#### De la case au grand écran
- Jean-Claude Mézières écrivain ( France)

## Palmarès[3]
| Prix                                                                      | Attribué à                                                                | Pays       |
| ------------------------------------------------------------------------- | ------------------------------------------------------------------------- | ---------- |
| Prix H. R. Giger Narcisse du meilleur film                                | Super Dark Time de Kevin Phillips                                         | États-Unis |
| Prix RTS du public                                                        | Jojo Bizarre Adventure Diamond Is Unbreakable Chapitre 1 de Takashi Miike | Japon      |
| Méliès d'argent du meilleur long métrage européen                         | El bar de Álex de la Iglesia                                              | Espagne    |
| Prix Imaging The Future meilleur production design                        | The Endless de Justin Benson et Aaron Moorhead                            | États-Unis |
| Prix du jury de la critique internationale                                | The Endless de Justin Benson et Aaron Moorhead                            | États-Unis |
| Mention Spéciale de la critique internationale                            | Mon Ange de Harry Cleven                                                  | Belgique   |
| Prix du meilleur film asiatique                                           | Trapped de Vikramaditya Motwane                                           | Inde       |
| Prix de la Jeunesse Denis-de-Rougemont                                    | Hostile de Mathieu Turi                                                   | France     |
| SSA/Suissimage Prix H. R. Giger Narcisse du meilleur court métrage suisse | Die Brücke über den Fluss de Jadwiga Kowalska                             | Suisse     |
| Prix Taurus Studio à l'innovation                                         | Sons Of Bitches de Arnaud Baur                                            | Suisse     |
| Nomination pour le Méliès d'Or du meilleur court métrage européen         | Die Brücke über den Fluss de Jadwiga Kowalska                             | Suisse     |